# 今井孝祐
今井 孝祐（いまい こうすけ、1976年2月20日 - ）は、日本の俳優。所属事務所は(株)グランツ。神奈川県出身。

## プロフィール
- 血液型…B型
- 身長…170cm
- バスト…90cm
- ウエスト…79cm
- ヒップ…89cm
- 特技…ギター、野球、手話
- 趣味…フットサル、マラソン

## 出演

### テレビ
- 駄目ナリ!（2004年8月 - 10月、読売テレビ） - 衣笠源一郎 役
- 春 君に届く（2006年5月、読売テレビ）
- ペケ×ポン（フジテレビ系）
- デカワンコ（2011年、日本テレビ系）
- BOSS（フジテレビ系）
- 医龍 -Team Medical Dragon- 3（フジテレビ系）
- 松本清張 わるいやつら（2014年、BS日テレ）
- ファイナルファンタジーXIV 光のお父さん（2017年4月 - MBS、TBS他）- 大谷 役
- The Benza シリーズ1 （2019年、Amazonプライム・ビデオ）　- Kosuke 役
- ウルトラマンZ 第18話（2020年10月24日、テレビ東京）
- Benza English （2020年、Amazonプライム・ビデオ）　- Kosuke 役
- 演じ屋（2021年7月30日 - 9月3日、WOWOW）- 衣笠源二郎 役
  - 演じ屋 Re:act（2024年5月24日 - 7月5日、WOWOW）[1]
- The Benza シリーズ2 （2021年、Amazonプライム・ビデオ） - Kosuke 役

### 映画
- That's カンニング! 史上最大の作戦?（1996年、東映）
- 演じ屋（2001年、主力会） - 衣笠基樹（モックン） 役
- ICHI（2008年、東宝）
- ジェネラル・ルージュの凱旋（2009年、東宝）
- ハゲタカ（2009年、東宝）
- HERO（東宝）
- 演じ屋reDESIGN（2019年、主力会） - 衣笠トキオ 役
- 劇場版ファイナルファンタジーXIV 光のお父さん（2019年、ギャガ）
- Aichaku（2024年公開予定） - Otani 役

### 舞台
- 舞台『リーマンズクラブ』（2024年9月5日 - 11日、シアターサンモール） - 大野安臣 役[2]
- R老人の終末の御予定（2025年3月6日 - 11日、すみだパークシアター倉）[3]
- ポップンマッシュルームチキン野郎『砂時計が落ちきる前に』（2025年10月9日 - 19日〈予定〉、ステージカフェ下北沢亭）[4]

### CM
- ANGFA「スカルプD」
- イオン「アクションストレッチスーツ」
- サントリー「ビタミンウォーター」
- キリン「ラガービール」

### PV
- KREVA『OH YEAH』
- AKB48『Vamos』